# Villalbos

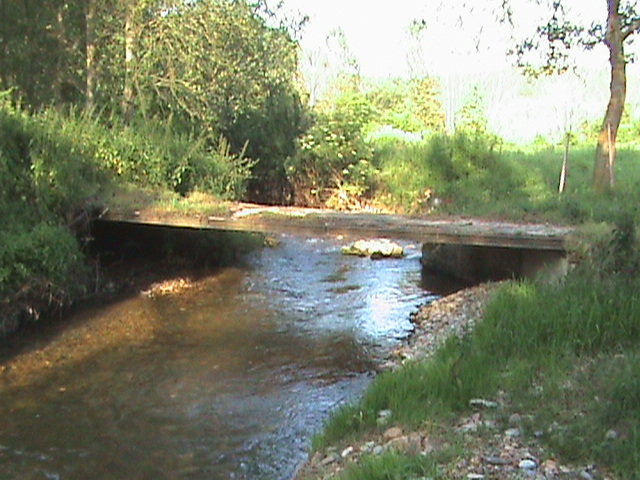
Ponte Vecchio (2008)

Villalbos è un comune spagnolo di 25 abitanti situato nella comunità autonoma di Castiglia e León.

## Geografia fisica
Nella valle del fiume Oca, un affluente del Ebro dalla sua riva destra.
Wikimapia\Coordenadas: 42°26'40"N 3°19'47"W 

## Immagini di Villalbos

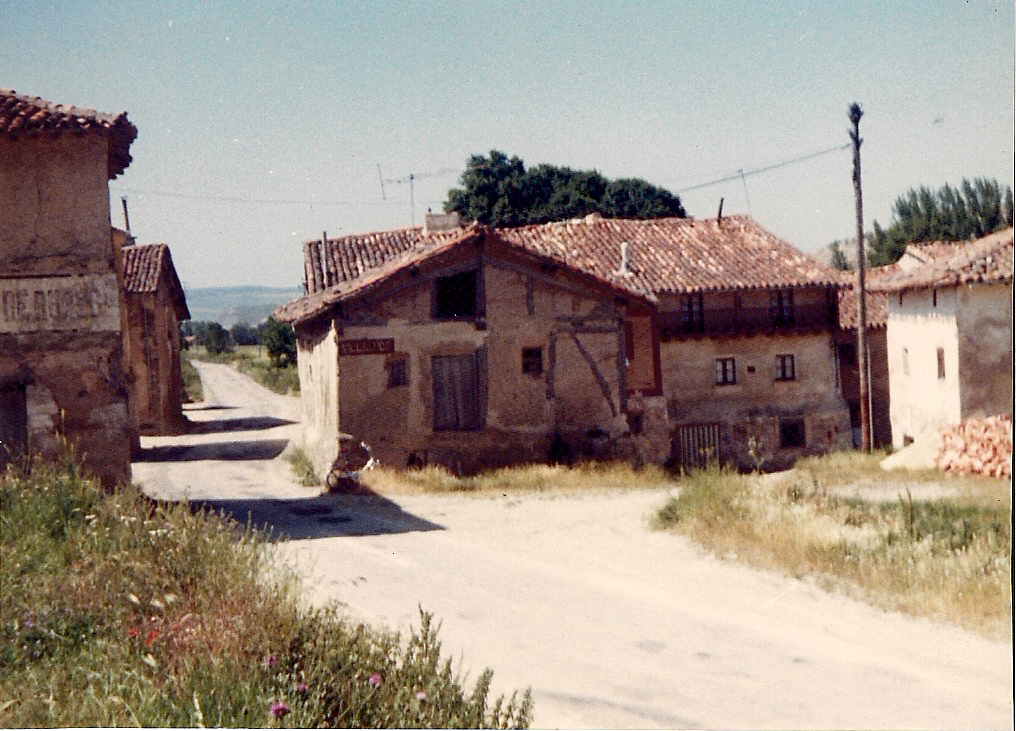
Villalbos (1986)
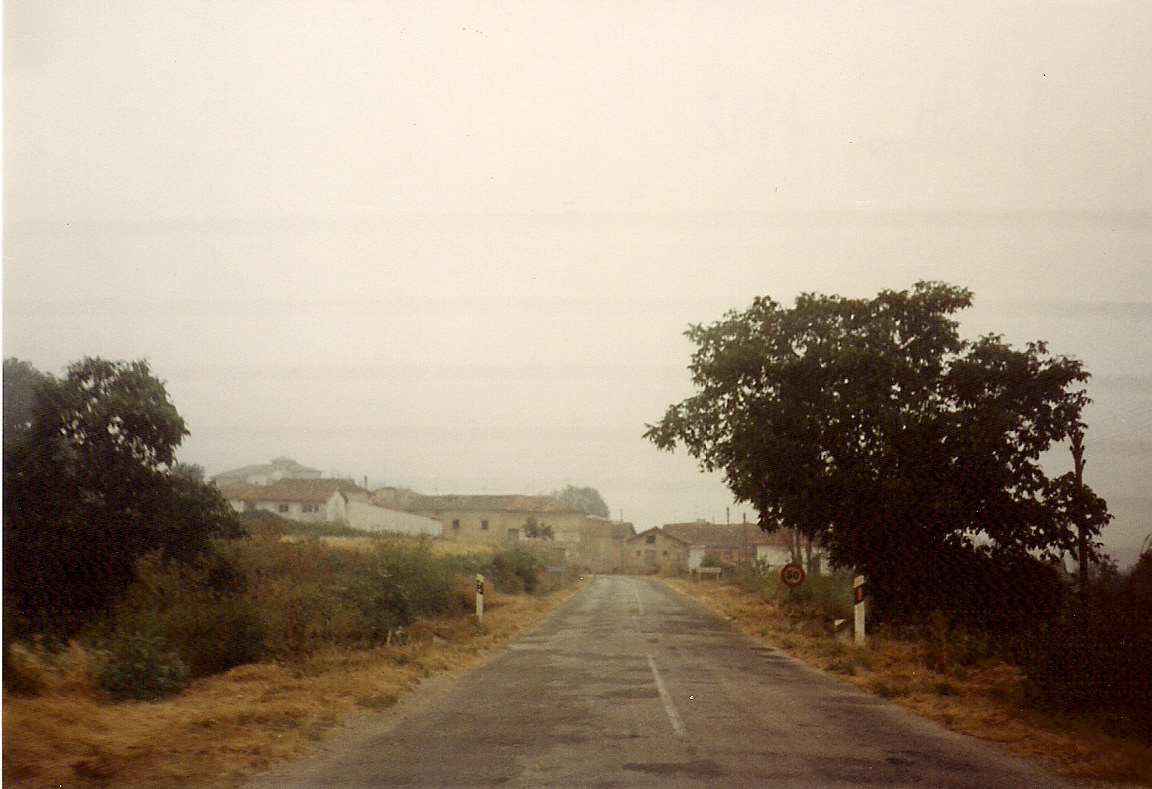
Villalbos (1992)
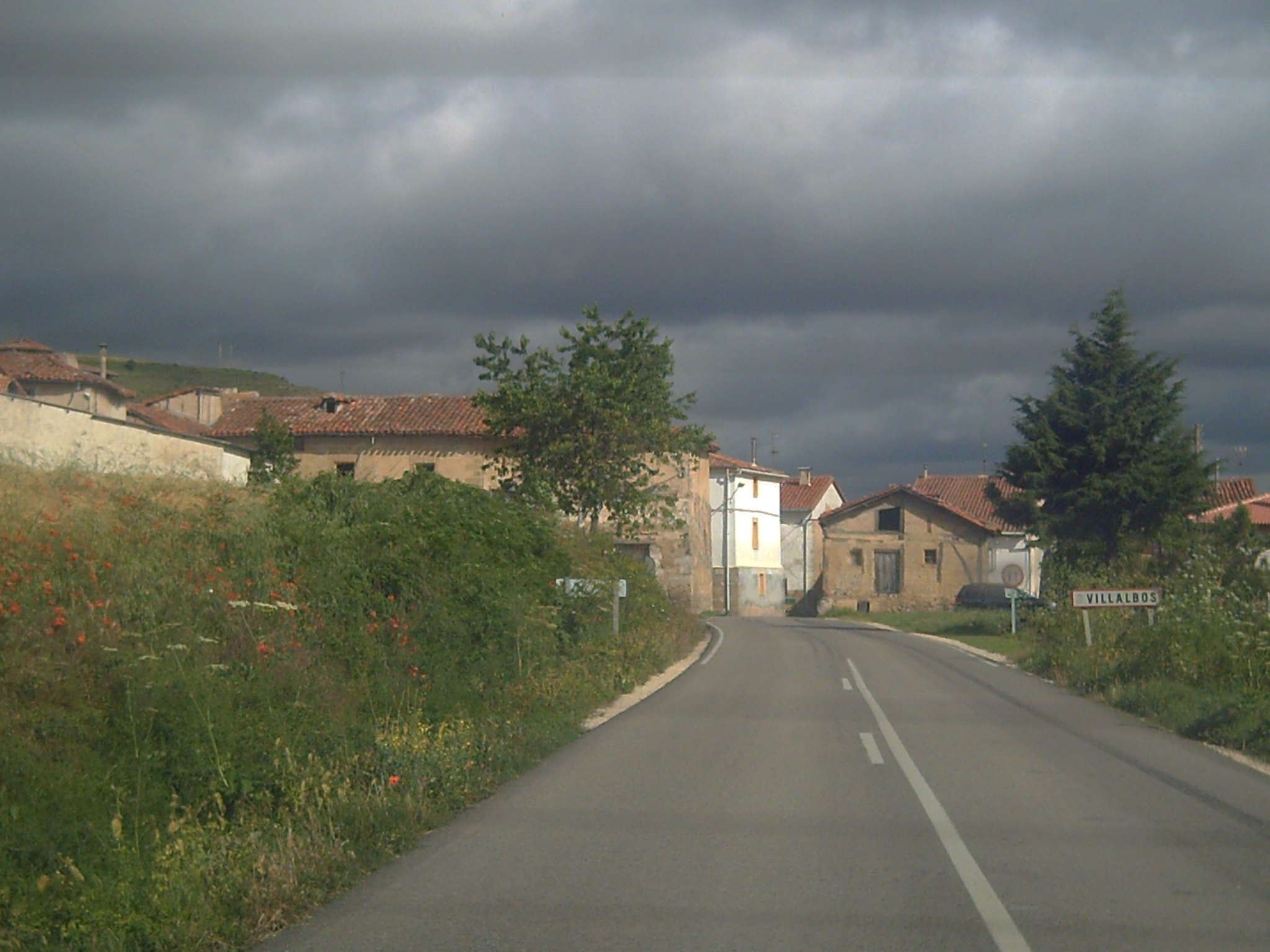
Villalbos (2008)

## Luoghi di Interesse Turístico

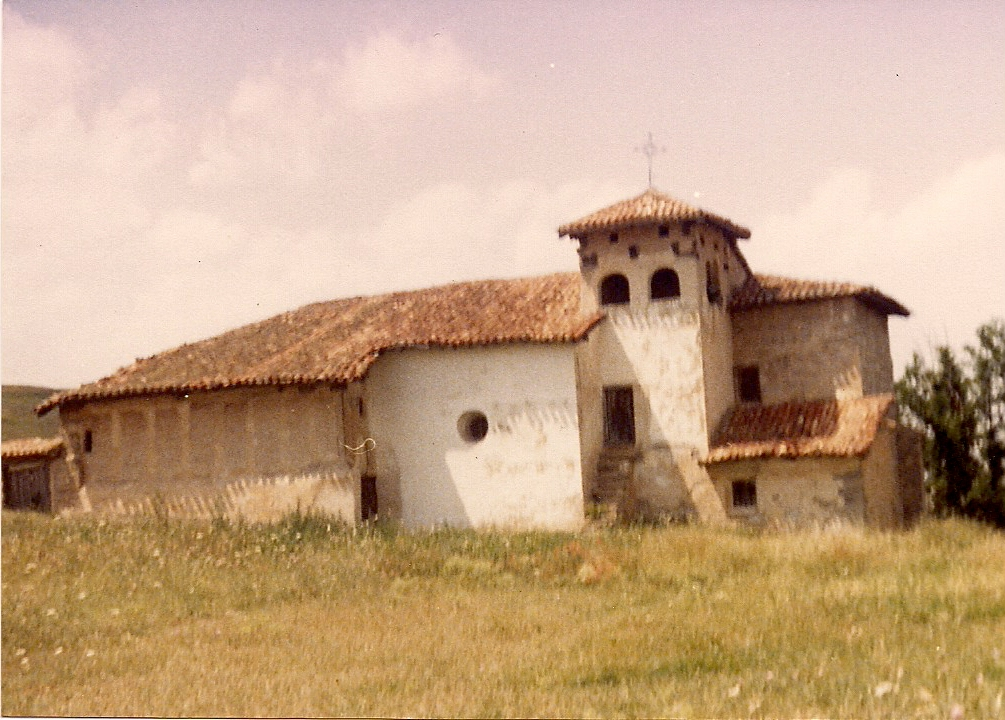
Chiesa de Villalbos (1986)

### La Chiesa
"La chiesa de Villalbos" ha la pianta a croce latina con un altare dorato con scene della vita di Cristo.

### Ponte Vecchio
Ponte Vecchio in ferro sul fiume Oca costruito a metà del XX secolo.

## Società

### Evoluzione demografica
| 1842 |  | 1857 |  | 1860 |  | 1877 |  | 1887 |  | 1897 |  | 1900 |  | 1910 |  | 1920 |  | 2007 |
| ---- |  | ---- |  | ---- |  | ---- |  | ---- |  | ---- |  | ---- |  | ---- |  | ---- |  | ---- |
| 109  |  | 153  |  | 169  |  | 124  |  | 116  |  | 126  |  | 120  |  | 133  |  | 129  |  | 25   |

"Villalbos; Nel Loro Silenzio, Ascoltare La Loro Storia" (Chebsoler)